# Strugarka
Strugarka – obrabiarka do obróbki skrawaniem płaszczyzn.

## Strugarka do metalu
Strugarka do metalu – obrabiarka do obróbki skrawaniem płaszczyzn. Występują w nich następujące ruchy skrawania: ruch główny prostoliniowy oraz ruch posuwowy prostoliniowy, okresowy.
Rozróżnia się:
- strugarki ogólnego przeznaczenia;
- strugarki specjalizowane:
  - do kół zębatych, do obróbki krawędzi blach, do łóż obrabiarek, kopiarki itp...
  - strugarki specjalne (branżowe).

Strugarki ogólnego przeznaczenia dzieli się na:
- strugarki wzdłużne – ruchomy stół z obrabianym przedmiotem, nieruchome narzędzie
- strugarki poprzeczne - ruchome narzędzie skrawające, nieruchomy przedmiot
- strugarki pionowe, zwane dłutownicami.

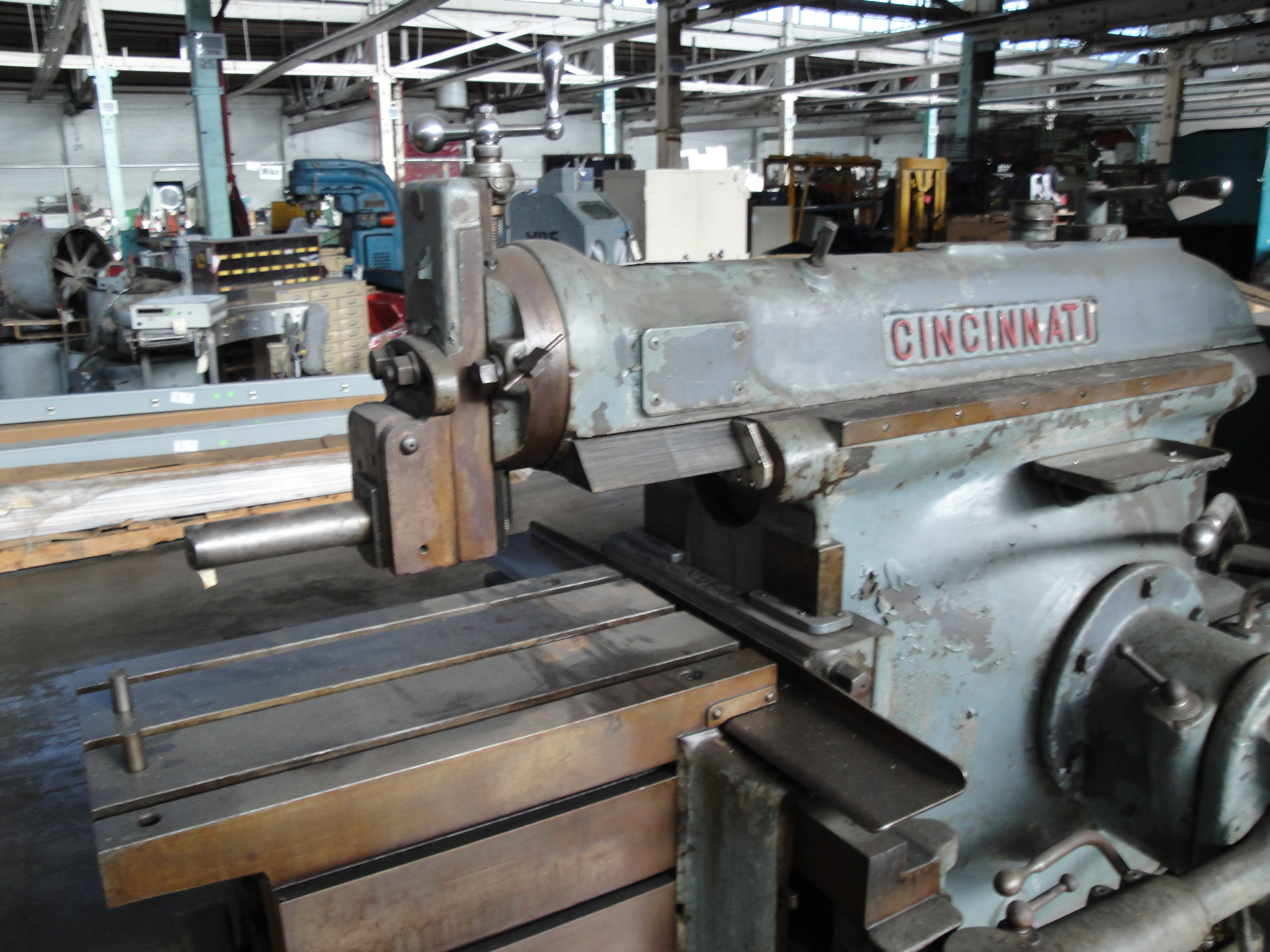
Strugarka poprzeczna
Napęd suwaka strugarki poprzecznej
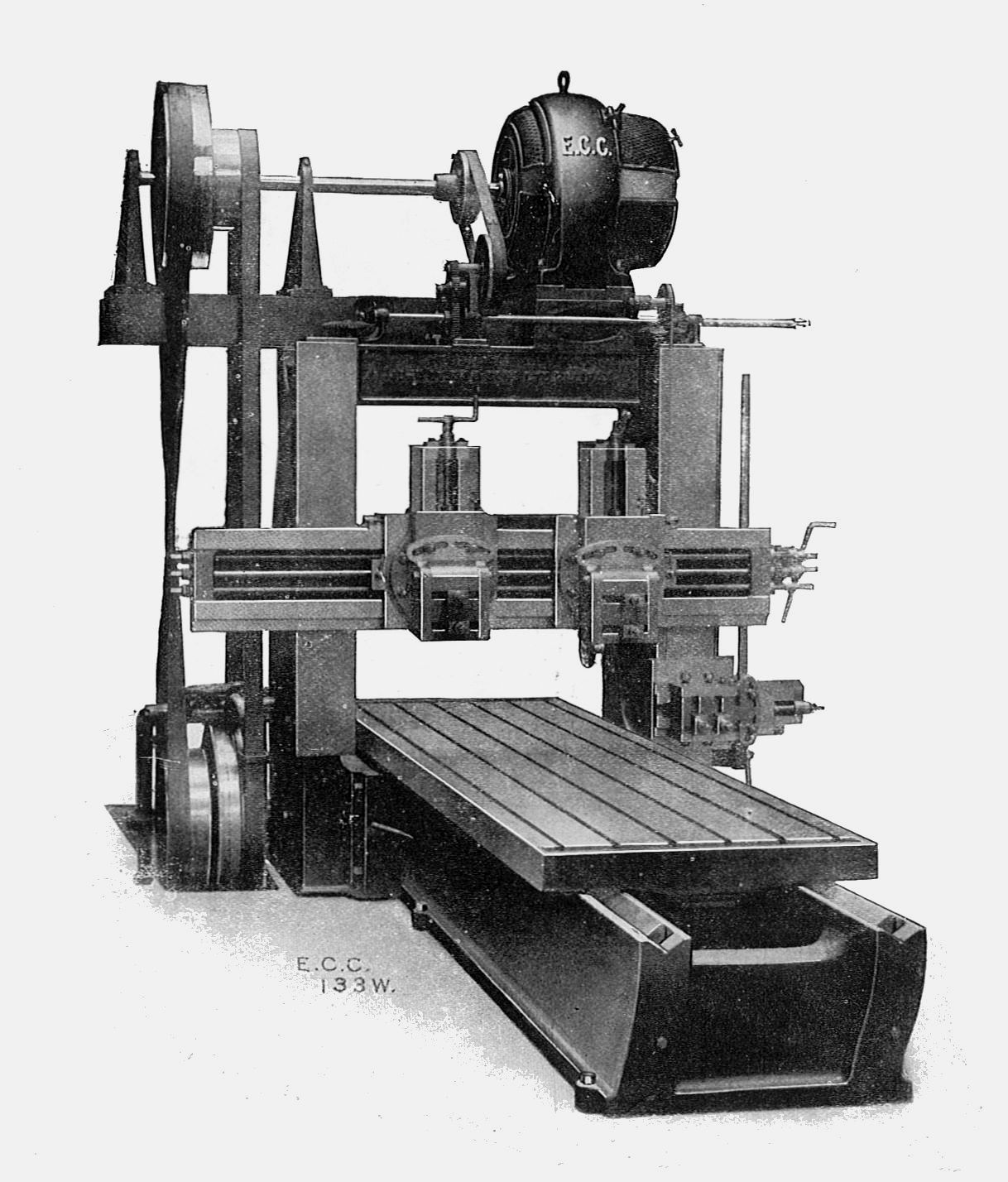
Zabytkowa strugarka wzdłużna z pasowym napędem stołu

## Strugarka do drewna
Strugarki do drewna dzielą się na strugarki do płaszczyzn i do strugania kształtowego. Strugarka do płaszczyzn "grubościówka" służy do nadania struganej desce określonej grubości. Może obrabiać jedną, dwie lub cztery płaszczyzny jednocześnie.

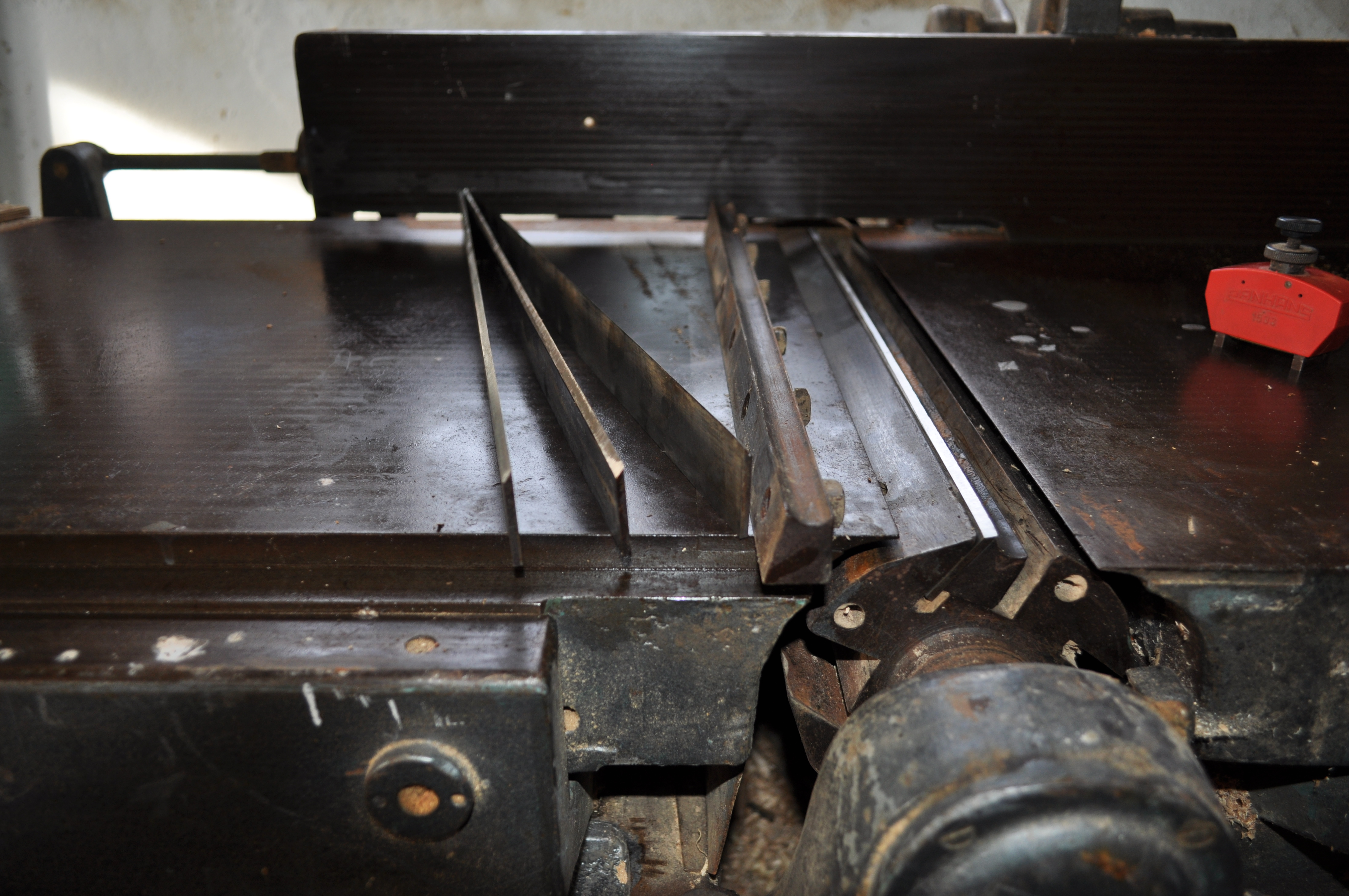
Głowica strugająca z nożami
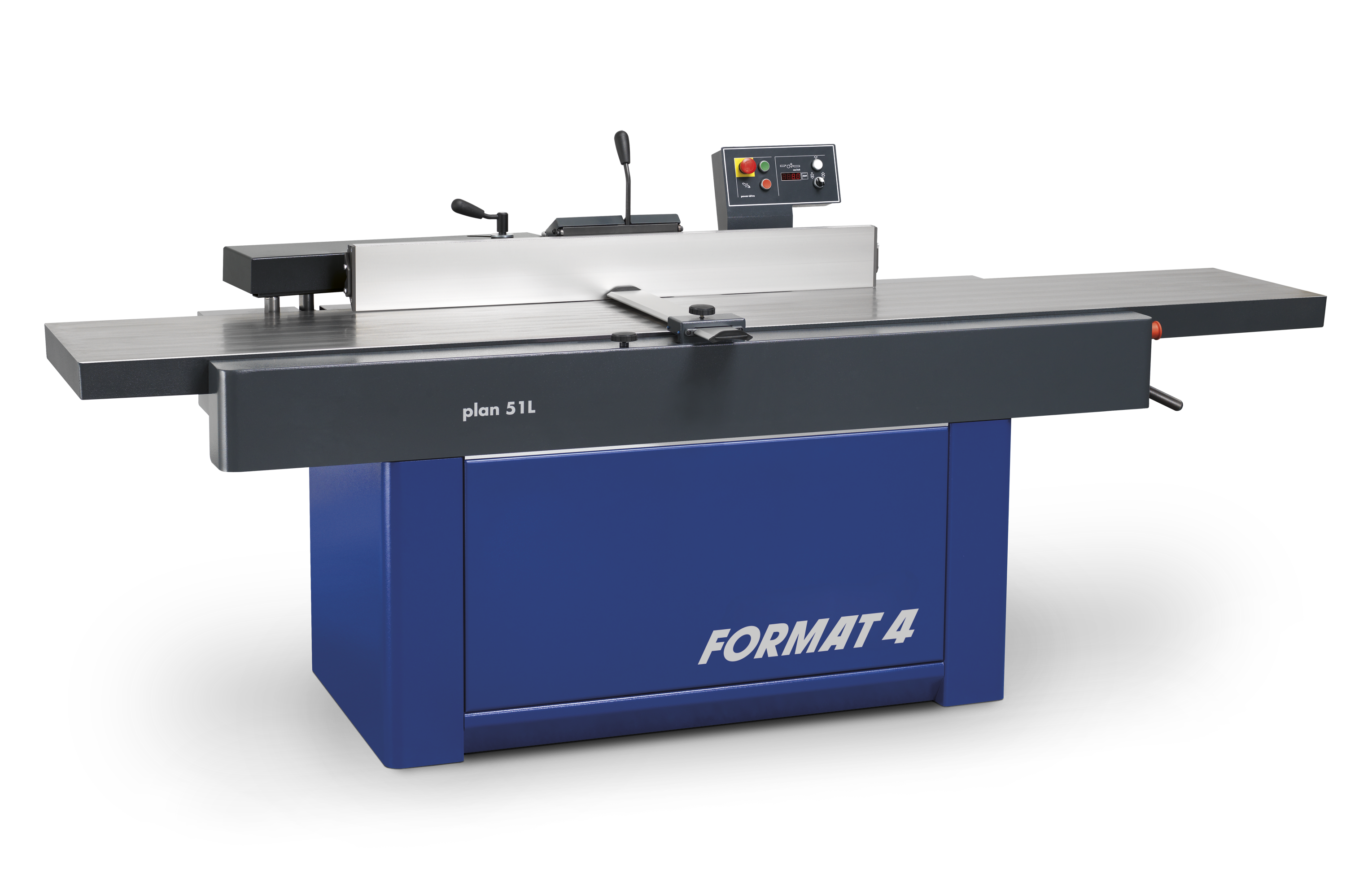
Strugarka do płaszczyzn
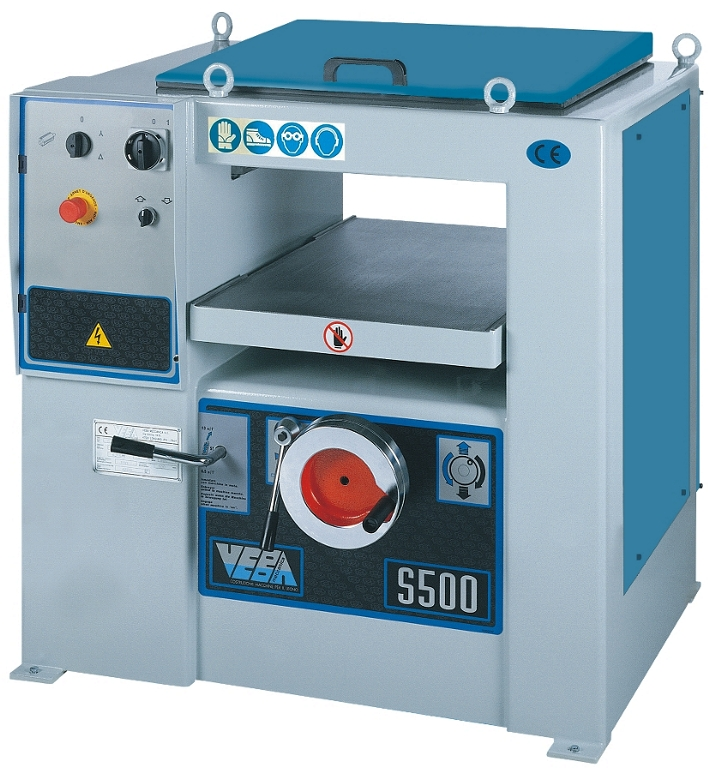
Strugarka grubościówka

W stolarstwie do dłutowania i żłobienia stosuje się dłutownice łańcuchowe.